# Ширани
Ширани (англ. Shirani) — город в пакистанской провинции Белуджистан, расположен в округе Джафарабад.

## Географическое положение
Высота центра НП составляет 112 метров над уровнем моря.